# William Bunge
William Wheeler Bunge Jr. (n. 1928, La Crosse, Wisconsin, f. 31 de octubre de 2013, Canadá) fue un geógrafo estadounidense. Desarrolló su carrera en el campo de la geografía cuantitativa, aportando nuevos enfoques desde la denominada geografía radical. Fue además conocido por su activismo antimilitar y social, tanto en Estados Unidos como en Canadá, faceta que combinó con sus conocimientos e inquietudes geográficas.

## Vida personal
William Bunge sirvió en el Ejército durante la guerra de Corea, entre noviembre de 1950 y noviembre de 1952. Finalizó sus estudios de postgrado por la Universidad de Wisconsin en 1955, donde fue alumno de Richard Hartshorne, el primer geógrafo que conoció y que marcó su posterior evolución académica. En 1960 obtuvo su doctorado en geografía cuantitativa por la Universidad de Washington.
Entre 1960 y 1961, Bunge ejerció como profesor de geografía por la Universidad Estatal de Iowa, puesto del que fue despedido. Pasó entonces a trabajar como profesor asistente de la Universidad Estatal Wayne (Detroit), donde permaneció entre 1962 y 1969. Sin embargo acabó desilusionado por la deriva conservadora del gobierno de los Estados Unidos, los casos de racismo, la Guerra de Vietnam y quienes apoyaban la intervención militar de su país. Las críticas de Bunge le costaron ser considerado como simpatizante comunista por el gobierno, lo que truncó su progresión académica. La situación le llevó a emigrar a Canadá, donde impartió clase en la Universidad de Western Ontario entre 1970-71 y en la Universidad de York entre los años 1972-73.

## Aportes a la Geografía
Los principales aportes teóricos de Bunge a la Geografía los realizó al comienzo de su carrera académica, en el campo del análisis espacial cuantitativo. Paralelamente también se le consideraba como un urbanista radical, que defendía la aplicación de los conocimientos geográficos para conseguir cambios sociales en las ciudades de Estados Unidos y Canadá. En 1968 organizó la Expedición Geográfica de Detroit en colaboración con Gwendolyn Warren, en 1971 la Sociedad para la Exploración Humana (Society for Human Exploration) y en 1971 la Expedición Geográfica de Toronto. En todos estos proyectos pretendió cambiar el enfoque de la Geografía a los asuntos y problemáticas internas de las propias ciudades norteamericanas, en particular en barrios con crecientes problemas raciales (guetización) y de represión. Por medio del conocimiento adquirido en estas expediciones, prestando particular atención a la información de primera mano de los propios vecinos, se consiguieron realizar propuestas de planificación urbana.
William Bunge no volvería a trabajar como profesor universitario después de 1973 tras su paso por la Universidad de York. Sus compañeros encontraban sus postulados como amenazantes y buscando la confrontación. Por su parte Bunge comenzó a renegar del funcionamiento de las instituciones académicas. Según Michael F. Goodchild, el seminario que Bunge impartía en la Universidad Western Ontario tenía un buen recibimiento por parte del alumnado, pero expresaba abiertamente su disgusto a las posiciones políticas de algunos de sus colegas académicos haciendo imposible que renovaran su contrato. La situación de desempleo le llevó a conducir taxis por un tiempo en Toronto, trabajo que consideró muy interesante para su visión como geógrafo, recomendándolo a sus compañeros. Posteriormente pasó a residir en una pequeña ciudad de Quebec. Su último libro se publicó en 1988, con buena aceptación.
El legado de la obra de William Bunge se ha discutido en varios artículos. Su iniciativa de "expediciones geográficas" al interior de las ciudades norteamericanas se ha considerado como una ruptura académica respecto la corriente geográfica dominante de esa década, abriendo nuevas metodologías, enfoques y líneas de trabajo. Convirtió a la Geografía en una herramienta analítica para ejercer presión política, de tal modo que sirviera de ayuda a los hogares pobres de las ciudades norteamericanas para resolver sus problemas.
Sus representaciones cartográficas de los patrones espaciales, en particular los mapas de su obra Theoretical Geography, fueron igualmente importantes innovaciones para la Geografía de la segunda mitad de siglo XX, aunque en parte eclipsadas por los avances posteriores conseguidos por los sistemas de información geográfica. Barnes sugirió que William Bunge siempre permaneció comprometido con sus posiciones marxistas en sus obras académicas, lo que le diferenció de colegas como David Harvey. Bunge sostenía que los patrones geométricos plasmados en sus mapas urbanos expresaban una clara situación de desventaja e injusticia causados por el capitalismo moderno, problemas que podían ser solucionando aplicando métodos racionales.